# Wakana Yamazaki
Wakana Yamazaki (jap. 山崎 和佳奈 Yamazaki Wakana; ur. 21 marca 1965 w Jokohamie) – japońska seiyū związana z Aoni Production. Znana jest między innymi jako głos Ran Mōri w anime Detektyw Conan.

## Wybrane role głosowe
- 1991–1992: Shin-chan – Crane
- 1992: Chibi Maruko-chan – Haruko
- 1993–1994: Sailor Moon R – Kōan
- 1994–1995: Kapitan Jastrząb – Maki Akamine
- 1994–1995: Kidō Butōden G Gundam – Bunny Higgins
- 1994–1995: Marmalade Boy – Meiko Akizuki
- 1995–1996: Sailor Moon Super S –
  - siostra Maria,
  - Noriko
- 1996–: Detektyw Conan – Ran Mōri
- 1996–1997: Sailor Moon Sailor Stars – młoda królowa Nehellenia
- 1996–1997: Dragon Ball GT – Bisshu
- 1997–2000: Zapiski detektywa Kindaichi – Izumi Emon
- 1998: Trigun – Monica
- 1998: Yu-Gi-Oh! – Risa Kageyama
- 1999–: One Piece –
  - Nojiko,
  - Nami (odcinki 70–78[a]),
  - Scarlett
- 1999: Oruchuban Ebichu – Yoshiko
- 1999: Pokémon – Chisato
- 1999–2000: Kamikaze kaitō Jeanne –
  - Sazanka,
  - Mist
- 2000–2001: Digimon Adventure 02 – Archnemon
- 2001–2002: Król szamanów – Gekkō
- 2002: InuYasha – Suzuna
- 2002–2003: Jūni kokuki – Kyo-o
- 2003–2005: Bobobo-bo Bo-bobo – Suzu
- 2005: Loveless – Misaki Aoyagi
- 2009: Lupin III vs Detective Conan – Ran Mōri
- 2010–2011: HeartCatch Pretty Cure! – Aki Horiuchi
- 2011–2012: Last Exile – Sophia Forrester
- 2014–2015: Magic Kaito – Ran Mōri